# Chavdar Kostov
Chavdar Kostov (en búlgaro Чавдар Костов, Sofía, 18 de abril de 1988) es un baloncestista búlgaro que pertenece a la plantilla del BC Rilski Sportist de la NBL, la primera categoría del baloncesto búlgaro. Con 1,96 metros de estatura, juega en la posición de escolta.

## Trayectoria deportiva

### Profesional
Comenzó a jugar en las categorías inferiores del BC Levski Sofia, para pasar en 2004 a formar parte del PBC Lukoil Academic, equipo con el que debutó en la Liga de Bulgaria en la temporada 2005-06, disputando 11 partidos en los que promedió 4,1 puntos por partido. Jugó cuatro temporadas más, promediando en la última de ellas 10,3 puntos y 3,5 rebotes por partido, la más destacada de todas. En esas cinco temporadas ganó en todas ellas el campeonato de liga, y entre 2006 y 2008 hizo doblete con la Copa de Bulgaria.
En 2010 ficha a prueba por el Iraklis BC, pero tras ser cortado acaba fichando por el EK Kavala, donde tras una primera temporada con pocosa minutos de juego, ya en la segunda acabó promediando 6,9 puntos y 2,8 rebotes por partido. Mediada esta temporada regresó al BC Levski Sofia, donde acabó la misma promediando 12,8 puntos y 5,1 rebotes por partido.
Al año siguiente volvió al PBC Lukoil Academic, pero tras una temporada fichó por el UBC Güssing Knights de la Liga de Austria, equipo con el que ganó la liga y la copa de su país, contribuyendo con 10,7 puntos y 2,8 rebotes por partido. El 22 de septiembre de 2015 regresa al EK Kavala, donde jugó una temporada en la que promedió 12,8 puntos y 5,4 rebotes por partido.
El 4 de noviembre de 2016 fichó por el Kymis B.C. de la liga griega.

### Selección nacional
Fue un jugador habitual en las categorías inferiores de la selección de Bulgaria, disputando el europeo Sub-18 y el Sub-20, éste en dos ocasiones. 
Debutó con la selección absoluta en el Eurobasket 2009.
[actualizar]
En septiembre de 2022 disputó con el combinado absoluto búlgaro el EuroBasket 2022, finalizando en vigésima posición.